# Umbraculum
A umbraculum egy aranyszínű és vörös selyemből készült napernyő, a pápai hatalom jelképe.
Manapság leggyakrabban akkor használják, mikor a pápai trón betöltetlen. 

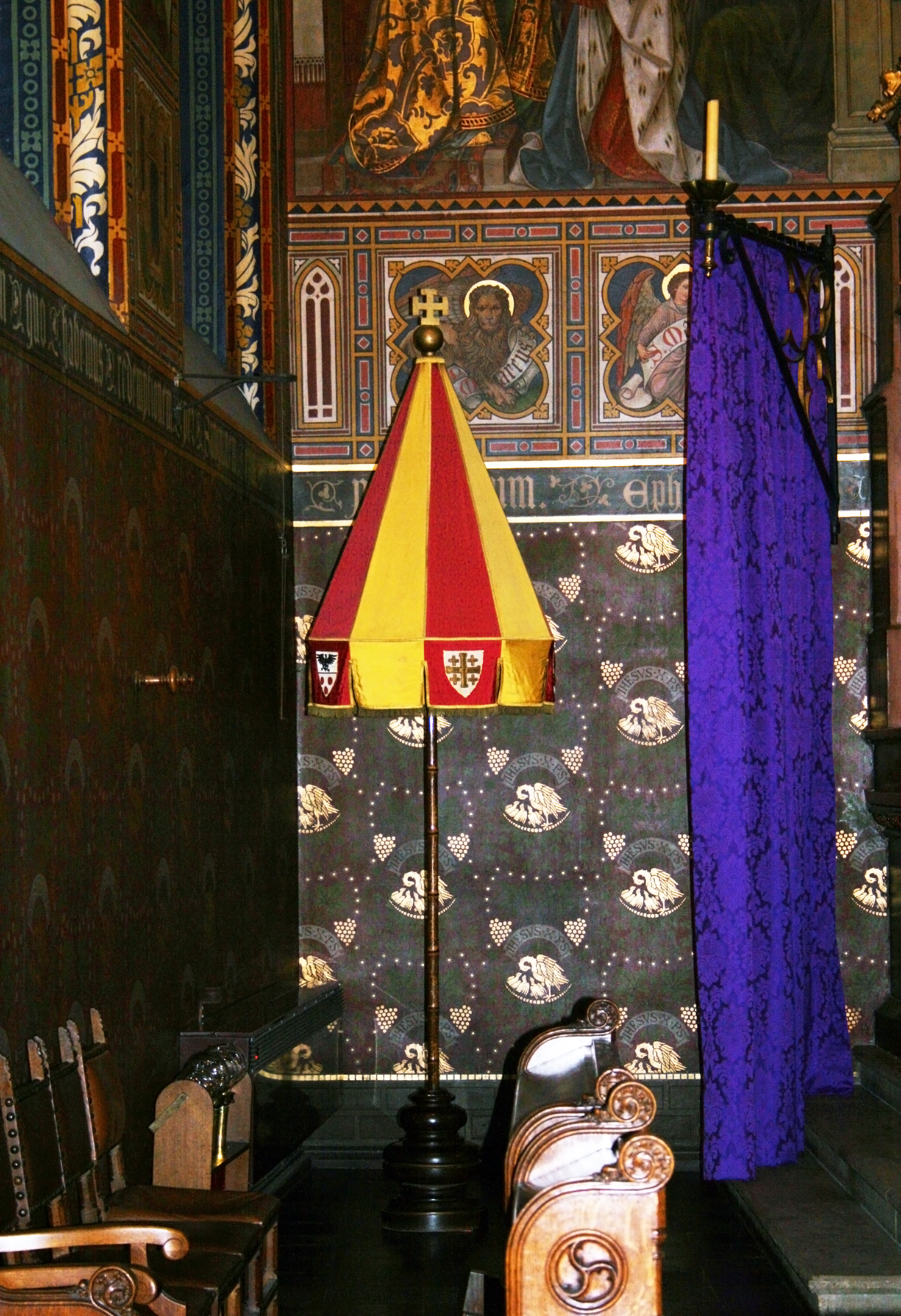
Umbraculum a bruggei Szent Vér-bazilikában

A középkorban használata mindennapos volt, amikor a pápa a szabad ég alatt közlekedett.
Elhelyezik – az tintinnabulummal együtt – azokban a templomokban is, amelyek a Szentszéktől megkapták a bazilika rangot. Itt a pápához fűződő szoros kapcsolatot jelzik. Ezek a bazilikák is hordozhatják körmeneteiken.
Színei a Szentszék hagyományos színei (a jelenleg használatos fehér-arany színeket csak a napóleoni háborúk óta használja a Vatikán).
Az umbraculum egyben a Szentszék címerének központi eleme is az interregnumok idején, az új pápa megválasztásáig. Először 1521-ben alkalmazták ebben az összefüggésben.

## A heraldikában
A bazilikáris ernyő hatalmi jelkép az egyházi heraldikában. A kamarai bíboros jelvénye a pápa halála és az új pápa megválasztása között. Címerében a tiara helyett az egymást keresztező két kulcs fölé helyezi. Az alakja idővel változott, de az ernyő mindig vörös-arany sávozású.
Elsőként V. Márton (1417-1431) alkalmazta. A X. Leó pápa halálát követő interregnum idején, 1521-ben jelenik meg először Camerlengo Armellini bíboros pénzérméin. A 17. századtól sok olyan olasz család is viselte a címerében, melyek pápát adtak az egyháznak.